# Hadena goodelli
Hadena goodelli är en fjärilsart som beskrevs av Augustus Radcliffe Grote 1875. Hadena goodelli ingår i släktet Hadena och familjen nattflyn. Inga underarter finns listade i Catalogue of Life.